# Amazona xantholora
Amazona xantholora е вид птица от семейство Папагалови (Psittacidae).

## Разпространение
Видът е разпространен в Белиз, Гватемала, Мексико и Хондурас.